# Inga Landgré
Inga Landgré (nom de scène d’Inga Linnéa Lundgren), née le 6 août 1927 à Stockholm et morte le 31 juillet 2023 à Norberg, est une actrice suédoise.

## Biographie

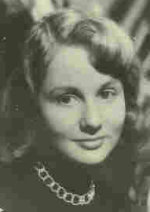
Inga Landgré en 1950.

Très active au théâtre, Inga Landgré y débute en 1944 au théâtre Blanche (en) de Stockholm, dans La Cerisaie d'Anton Tchekhov (avec Gunn Wållgren). En 2010, elle se produit à nouveau dans cette pièce au théâtre dramatique royal (Kungliga dramatiska teatern, abrégé Dramaten, en suédois), toujours dans sa ville natale, aux côtés de Jan Malmsjö.
Interprète régulière au théâtre de la ville de Stockholm (en) à partir de 1975, elle y joue notamment dans Les Sorcières de Salem d'Arthur Miller (1988), Pygmalion de George Bernard Shaw (1996, avec Helena Bergström) et Une maison de poupée d'Henrik Ibsen (2002).
Au Dramaten à partir de 2000, outre La Cerisaie précitée en 2010, mentionnons aussi Le Retour au désert de Bernard-Marie Koltès (2001, avec Marie Göranzon) et La Cueillette des fleurs d'Erland Josephson (2006, avec Kristina Adolphson).
En dehors de sa ville natale, elle joue entre autres au théâtre régional Östgöta (sv) de Norrköping-Linköping, par exemple dans Délicate Balance d'Edward Albee (1967) et Un mois à la campagne d'Ivan Tourgueniev (1970).
Au cinéma, elle apparaît pour la première fois dans le film suédois La Parole de Gustaf Molander (1943, avec Victor Sjöström et Stig Olin). Ultérieurement, citons Crise (1946, avec Stig Olin et Svea Holst) et Le Septième Sceau (1957, avec Max von Sydow et Gunnar Björnstrand), tous deux réalisés par Ingmar Bergman, Hugo et Joséphine de Kjell Grede (1967, avec Beppe Wolgers et Helena Brodin), Paradis d'été de Gunnel Lindblom (1977, avec Sif Ruud et Holger Löwenadler), ou encore Millénium : Les Hommes qui n'aimaient pas les femmes de David Fincher (coproduction, 2011, avec Daniel Craig et Rooney Mara).
À la télévision enfin (principalement suédoise), elle collabore à de nombreuses séries dès 1953, dont Les Meilleures Intentions de Bille August (mini-série, 1991, avec Samuel Fröler et Pernilla August), Wallander : Enquêtes criminelles (un épisode, 2009) et Real Humans : 100 % humain (trois épisodes, 2013).
S'ajoutent plusieurs téléfilms (le premier en 1959), dont En présence d'un clown (1997, avec Börje Ahlstedt et Marie Richardson), où elle retrouve Ingmar Bergman à la réalisation.
En 2008, Inga Landgré reçoit la médaille des Arts et des Lettres suédoise, Litteris et Artibus.

## Théâtre (sélection)

### Au théâtre Östgöta
- 1965 : La Maison de Bernarda Alba (Bernardas hus) de Federico García Lorca : Angustias
- 1965 : Huset de Werner Aspenström : une servante
- 1966 : Gertrud (en) de Hjalmar Söderberg : rôle-titre
- 1967 : Délicate Balance (Balansgång) d'Edward Albee : Edna
- 1967 : Les Joyeuses Commères de Windsor (Muntra fruarna i Windsor) de William Shakespeare : Mme Ford
- 1969 : Tango de Sławomir Mrożek : Eugenia
- 1970 : We Bomb in New – Heaven (Hoppa – vi har nät) de Joseph Heller : Ruth
- 1970 : Un mois à la campagne (En månad på landet) d'Ivan Tourgueniev : Lisaveta

### Au théâtre de la ville de Stockholm
- 1975 : Médée (Medea) d'Euripide, adaptation de Per Lysander (sv) et Suzanne Osten sous le titre Les Enfants de Médée (Medeas barn) : rôle-titre
- 1978 : Klass 6 D Sveridge världen de Siv Widerberg
- 1979 : Våldsam kärlek de Märta Tikkanen
- 1980 : Pour Phèdre (Till Fedra) de Per Olov Enquist : rôle-titre
- 1982 : Underjordens leende de Lars Norén : Julia
- 1983 : Le Conte d'hiver (En vintersaga) de William Shakespeare : Paulina
- 1987 : Alla-Utom JAG d'Eva Ström
- 1988 : Les Sorcières de Salem (Häxjakten) d'Arthur Miller : Rebecca Nurse
- 1991 : Minns da den stad de Per Anders Fogelström : Agnès / Lotten
- 1991 : Le Renard (Räven) de Sławomir Mrożek : la paralytique
- 1991 : Rosmersholm (Rosmersholm eller de vita) d'Henrik Ibsen : Mme Helseth
- 1996 : 900, Oneansta Street de David Beaird : Beauty
- 1996 : Pygmalion de George Bernard Shaw : Mme Pearce
- 1998 : De saknade de Lars Norén : Ester
- 1999 : Amy's View (Enligt Amy) de David Hare : Evelyn Thomas
- 2002 : Une maison de poupée (Ett dockhem) d'Henrik Ibsen : Anne-Marie
- 2002 : Oncle Vania (Onkel Vanja ou Morbror Vanja) d'Anton Tchekhov : Marina
- 2008 : Nakna damer på nedre botten… de Bodil Malmsten : Thomasine / Inga
- 2008 : Les Trois Sœurs (Tre systrar) d'Anton Tchekhov : Anna-Frida
- 2009 : Grand et Petit (Stor och liten) de Botho Strauss

### Au Dramaten
- 2000 : Pälsänglar de (et mise en scène par) Jonna Nordenskiöld (sv) : Augusta
- 2001 : Le Retour au désert (Tillbaka till öknen) de Bernard-Marie Koltès : Mme Queuleu
- 2004 : Le Trésor d'Arne (Herr Arnes penningar), adaptation du roman éponyme de Selma Lagerlöf : la grand-mère
- 2006 : La Cueillette des fleurs (Blomsterplockarna) d'Erland Josephson : Margareta
- 2010 : La Cerisaie (Körsbärsträdgården) d'Anton Tchekhov, mise en scène de Mats Ek : la vieile servante
- 2017 : Stilla liv de (et mise en scène par) Lars Norén

### Autres lieux
- 1944 : La Cerisaie (Körsbärsträdgården) d'Anton Tchekhov (théâtre Blanche, Stockholm) : Anja
- 1948 : Jane de William Somerset Maugam (Vasateatern, Stockholm) : Ann Tower
- 1957 : Domaren de Vilhelm Moberg (Intiman Teatern (sv), Stockholm) : la fiancée
- 1961 : La Seconde Surprise de l'amour (Den forliga vänskapen) de Marivaux et Le Balcon de Jean Genet (théâtre de la ville (sv) d'Uppsala)
- 1963 : Comme il vous plaira (Som ni behagar) de William Shakespeare (théâtre de la ville d'Uppsala) : Celia
- 1963 : Maison à deux portes (Hus med dubbel ingång) de Pedro Calderón de la Barca (théâtre Friedriksdal (sv) d'Helsinborg) : Laura
- 1993 : Oncle Vania (Onkel Vanja) d'Anton Tchekhov(théâtre de boulevard de Stockholm (en)) : Marina
- 2014 : La Tante Malvina (sv) (Moster Malvina) d'Anne Charlotte Leffler (Petit Théâtre Strindberg (en), Stockholm) : Lydia Billgren

## Filmographie partielle

### Cinéma

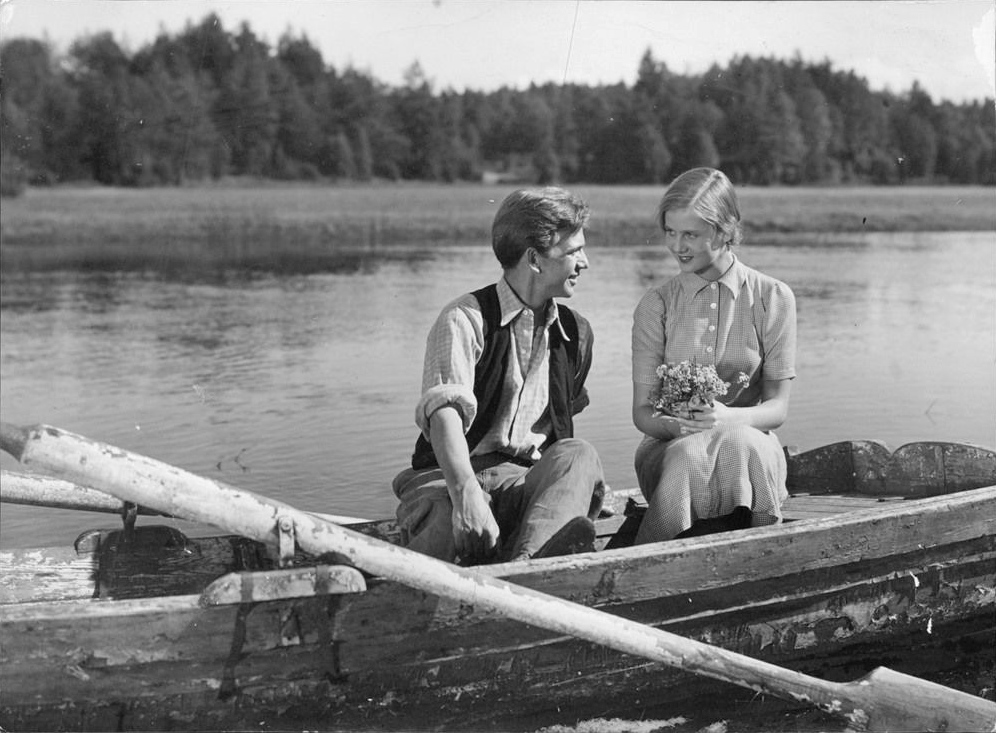
Inga Landgré et Stig Olin dans La Parole (1943).

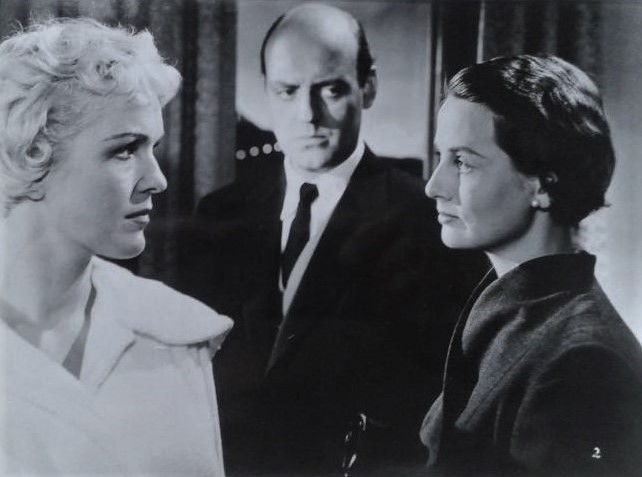
Eva Dahlbeck, Ulf Palme et Inga Landgré (de g. à d.) dans Rêves de femmes (1955).

- 1943 : La Parole (Ordet) de Gustaf Molander : Ester
- 1946 : Driver dagg faller regn de Gustaf Edgren : Barbro
- 1946 : Medan porten var stängd (en) d'Hasse Ekman : Birgit Ström
- 1946 : Crise (Kris) d'Ingmar Bergman : Nelly
- 1947 : Rallare (en) d'Arne Mattsson : Hildur
- 1947 : Bröllopsnatten (en) de Bodil Ipsen : Mary
- 1948 : Sensualité (Eva) de Gustaf Molander : Frida
- 1948 : Le Soldat Bom (en) (Soldat Bom) de Lars-Eric Kjellgren : Agnès
- 1949 : Farlig vår (en) d'Arne Mattsson : Ulla
- 1950 : Medan staden sover de Lars-Eric Kjellgren : Iris Lindström
- 1950 : Kvartetten som sprängdes (en) de Gustaf Molander : Märta Avik
- 1952 : Flyg-Bom (en) de Lars-Eric Kjellgren : Matilda
- 1955 : Rêves de femmes (Kvinnodröm) d'Ingmar Bergman : Mme Lobelius
- 1955 : Mord, lilla vän (en) de Stig Olin : Brita Ljungdhal
- 1957 : Moten i skymningen (en) d'Alf Kjellin : Alice Wiegel
- 1957 : Le Septième Sceau (Det sjunde inseglet) d'Ingmar Bergman : Karin, l'épouse d'Antonius Block
- 1957 : En drömmares vandring (en) de Lars-Magnus Lindgren : Ziri Stuart
- 1958 : Lek på regnbågen de Lars-Eric Kjellgren : la femme rousse
- 1958 : Au seuil de la vie (Nära livet) d'Ingmar Bergman : Greta Ellius
- 1964 : Les Amoureux (Älskande par) de Mai Zetterling : Sally Lewin
- 1967 : Hugo et Joséphine (Hugo och Josefin) de Kjell Grede : la mère de Joséphine
- 1967 : Stimulantia d'Ingmar Bergman, Hans Alfredson et autres : Margareta Svensk
- 1977 : Paradis d'été (Paradistorg) de Gunnel Lindblom : Saga
- 1986 : Amorosa de Mai Zetterling : Clara, l'infirmière
- 1992 : Les Meilleures Intentions (Den goda viljan) de Bille August (version cinéma de la mini-série éponyme ci-après visée) : Magna Flink
- 2003 : Tur & retur (en) d'Ella Lemhagen : Greta
- 2011 : Millénium : Les Hommes qui n'aimaient pas les femmes (The Girl with the Dragoon Tattoo) de David Fincher : Isabella
- 2015 : En underbar jävla jul (en) d'Helena Bergström : Gun-Britt

### Télévision

#### Séries
- 1962 : Le Monde merveilleux de Disney (The Wonderful World of Disney ou Disneyland), saison 8, épisode 13 Hans Brinker, Part I: The Silver Skates de Norman Foster : Metje Brinker
- 1991 : Les Meilleures Intentions (Den goda viljan), mini-série de Bille August : Magna Flink
- 1997 : Skärgårdsdoktorn, saison 1, épisode 1 En värld i tusen bitar : Lilian Fred
- 2009 : Wallander : Enquêtes criminelles (Wallander), saison 2, épisode 3 En roue libre (Kuriren) : la mère de Nyberg
- 2013 : Real Humans : 100 % humain (Äkta människor), saison 2, épisodes (sans titres) 2, 3 et 4 : Greta Eischer
- 2013 : Les Enquêtes d'Érica (Fjällbackamorden), saison unique, épisode 5 L'Enfant allemand (Tyskungen) : Britta Johansson

#### Téléfilms
- 1997 : En présence d'un clown (Larmar och gör sig till) d'Ingmar Bergman : Alma Berglund.

## Distinctions (sélection)
- 2008 : Litteris et Artibus, médaille des Arts et des Lettres suédoise